# RivaTuner
RivaTuner — компьютерная программа для тонкой настройки и разгона видеокарт от NVIDIA и AMD. Разработана Алексеем Николайчуком, известным также как Unwinder. Программа позволяет отслеживать температуру и частоту графического ядра и памяти, а также управлять практически всеми параметрами видеокарты. Здесь можно найти настройки кулера: включить постоянную скорость вращения вентилятора или определить в процентах количество оборотов в зависимости от нагрузки.
Присутствует настройка монитора: яркость, контраст, гамма для каждого цветового канала. Можно разобраться также с установками OpenGL. Главная функция RivaTuner — разгон видеокарты. Можно менять частоту ядра, памяти и шейдерного блока. Настройки сразу же вступают в силу, к тому же есть возможность отдельно задать частоты для 2D и 3D, чтобы снизить нагрузку при работе в нетребовательных к ресурсам приложениях.
С мая 2008 года Алексей Николайчук активно участвует в разработке программы EVGA Precision, включившая в себя часть функциональности RivaTuner.
Последняя версия программы RivaTuner — v2.24c, датируется 23 августа 2009 года. С октября 2009 года MSI лицензировала код RivaTuner для своей программы MSI Afterburner, базирующейся на RivaTuner.